# Dorothea Gerard

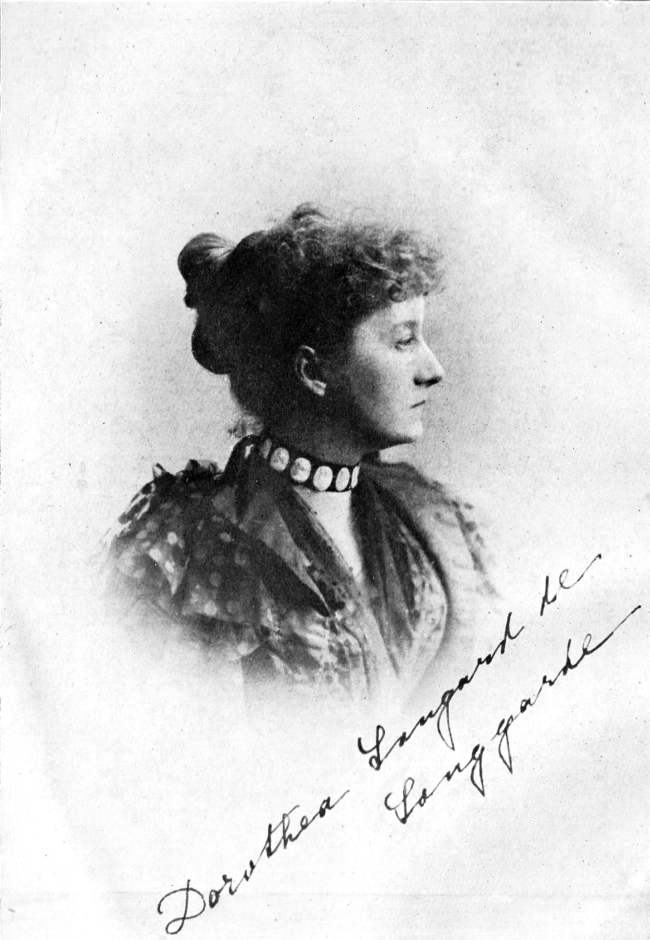
Dorothea Longard de Longarde

Dorothea Mary Stanislaus Gerard de Rochsoles, verehelichte Longard de Longgarde (9. August 1855 in New Monkland, Lanarkshire – 29. September 1915 in Wien) war eine schottische Schriftstellerin, die in Österreich-Ungarn lebte.

## Leben
Dorothea Gerard kam in Glasgow als fünftes von sieben Kindern von Archibald Gerard und Euphemia geborene Robison auf die Welt. Ihre ältere Schwester Emily Gerard wurde ebenfalls Schriftstellerin.
Schon früh begann sie zu schreiben, zeitweise lieferten sie und ihre Schwester wöchentlich eine Geschichte ab. Ihre Kindheit verbrachte sie zum größten Teil in Österreich. Erzogen wurde sie mit ihren jüngeren Schwestern im Sacré Coeur in Graz. Nach dem Tod der Mutter – Dorothea war 15 Jahre alt – übernahm ihre Schwester Emily die Obsorge. Diese war mit dem Militär Miecislaus de Laszowski verheiratet, der immer wieder an unterschiedlichen Orten stationiert wurde. Das führte zu einer regen Reisetätigkeit der beiden Schwestern.
Ab 1877 begannen die beiden Schwestern Romane zu schreiben, wobei das dreibändige Werk Reata als erstes publiziert wurde. Es folgten noch drei weitere gemeinsam verfasste Romane.
Am 12. April 1887 heiratete Dorothea in Marburg/Maribor ebenfalls einen Militär der österreich-ungarischen Armee, Julius Longard. 1894 wurde ihrem Mann der Titel „Longard von Longgarde“ verliehen. Gemeinsam hatten sie eine Tochter, Dorothée Stanislaw Julia (geb. 29. Juli 1888 in Wien, verheiratet mit Paulus von Ferro, gest. 22. Mai 1943 in Dubrovnik). Seit der Eheschließung war sie als Autorin eigener Unterhaltungsromane erfolgreich, darunter Recha, Etelka's Vow und A Queen of Curds and Cream. Sie starb nach langer Krankheit in Wien und wurde in der Familiengruft am Zentralfriedhof Wien beigesetzt.

## Werke

### Als „E.D. Gerard“ mit ihrer Schwester verfasste Werke
- Reata; or What's in a Name, Edinburgh and London: William Blackwood and Sons, 1880.[6][7][8]
- Beggar My Neighbour, Edinburgh and London: William Blackwood and Sons, 1882.[9][10][11]
- The Waters of Hercules, Edinburgh and London: William Blackwood and Sons, 1885.[12]
- A Sensitive Plant, 1891.

### Selbstständige Werke
- An Arranged Marriage
- Lot 13
- Orthodox
- A Queen of Curds and Cream
- Miss Providence
- Beggar, my neighbour.
- Lady Baby. A Novel. Leipzig: Tauchnitz o. J.
- Recha. Edinburg, London: Blackwood 1890.
- On the Way Through and Other Tales. London 1892.
- Etelka's Vow. A Novel. London 1892.
- The Rich Miss Riddell. Edinburg: Blackwood 1894.
- The Wrong Man. Leipzig: Tauchnitz 1896.
- A Spotless Reputation. Leipzig: Tauchnitz 1897.
- The Impediment. A Novel. New York: D. Appleton and Company 1898.[13]
- A Forgotten Sin. Leipzig: Tauchnitz 1898.
- Things That Have Happened. London 1899.
- One Year. Edinburgh: Blackwood 1899.
- The Conquest of London. New York: Buckles 1900.
- The Supreme Crime. Leipzig: Tauchnitz 1901.
- The Blood-Tax. A study in militarism. Leipzig: Tauchnitz 1902.
- Holy Matrimony. Leipzig: Tauchnitz 1902, London Methuen 1902
- The Eternal Woman. Leipzig: Tauchnitz 1903.
- The Three Essentials. Leipzig: Tauchnitz 1905.
- Sawdust. A Romance of the Timberlands. Philadelphia, Chicago: Winston 1905.
- The Improbable Idyl. Leipzig: Tauchnitz 1905.
- A Glorious Lie. Leipzig: Tauchnitz 1905.
- The Tree Essentials. Leipzig: Tauchnitz 1905
- The House of Riddles. London: Hutchinson 1906.
- The Compromise. Leipzig: Tauchnitz 1906. (2 Bände)
- Itinerant Daughters. London: John Long 1907.
- The Red-Hot Crown. A Semi-Historical Romance. London: John Long 1909.
- The Grass Widow. Leipzig: Tauchnitz 1910. (auch London: John Long 1910 und 1914)
- The City of Enticement. London: Paul 1911.
- The Unworthy Pact. Leipzig: Tauchnitz 1913
- Exotic Martha. Leipzig: Tauchnitz 1913.
- The Inevitable Marriage. London: John Long 1915.
- Passion and Faith. London: S. Paul 1915.

### Deutsch
- Plündere den Nächsten. Roman Köln: Bachem o. J. (Beggar my neighbour)
- Eine vergessene Sünde. Stuttgart: Engelhorn 1900.
- Die Blutsteuer. Leipzig: Schmidt & Günther 1904.
- Restitution. Leipzig: Tauchnitz 1908.
- K. u. K. Offiziere. Ernstes und Heiteres aus der Zeit vor dem Weltkriege. Braunschweig, Hamburg: Westermann 1916 (postum)